# Artur Rodziński
Artur Rodziński (1 de enero de 1892 - 27 de noviembre de 1958) era un director polaco de ópera y música sinfónica. Es especialmente considerado por su periodo de director musical de la Orquesta de Cleveland en los años 30 y 40.

## Biografía

### Comienzos
Rodziński nació en Split, la capital de Dalmacia el 1 de enero de 1892. Poco después su padre, de origen polaco y general en el ejército de los Habsburgo regresa con su familia a Lwów, Polonia, donde Artur estudió música. Estudia derecho más tarde en Viena, donde simultáneamente se matricula en la Academia de Música; sus profesores son Josef Marx y Franz Schreker (composición), Franz Schalk (dirección), Emil von Sauer y Jerzy Lalewicz (piano). Regresa a Lwów donde se compromete como maestro de coro en la Ópera, haciendo su debut como director en 1920 con la ópera de Verdi, Ernani. El año siguiente le vio dirigiendo a la Varsovia Philharmonic Orquesta en la Ópera de Varsovia. Mientras visitaba Polonia Leopold Stokowski oyó a Rodziński que dirigía la ópera de Wagner, Die Meistersinger von Nürnberg comentando: "He encontrado una cosa rara, ¡un director nato!". Y le invitó a dirigir la Orquesta de Filadelfia.

### Los Ángeles y Cleveland
Entre 1925 y 1929 trabaja como ayudante de Stokowski, dirigiendo para la Filadelfia Grand Ópera y también dirigió los departamentos orquestal y de ópera en el Instituto de Música Curtis. De 1929 a 1933, Rodziński se convierte en el director musical de la Orquesta Filarmónica de Los Ángeles.
De 1933-43,  será el director musical de la Orquesta de Cleveland, desarrollando a una de las orquestas más importantes en América. Contrata músicos nuevos y levanta los estándares de interpretación a un nivel muy alto. Su programa era innovador, ofreciendo obras como el primer estreno en América de la ópera de Shostakovich Lady Macbeth de Mtsensk, la cual obtuvo para la orquesta la atención nacional.
Entre diciembre de 1939 y febrero de 1942, Rodziński y la Orquesta de Cleveland hicieron una serie extensa de registros para Columbia. Durante este tiempo aparece con la Filarmónica de Nueva York en 1934 y 1937, en ocasión de su interpretación de concierto de la ópera de Richard Strauss, Elektra (la cual fue grabada) que despertó un gran entusiasmo. Rodziński estuvo también activo en Europa, convirtiéndose en el primer ciudadano naturalizado americano en dirigir la Viena Philharmonic en el Salzburg Festival en 1936 y 1937. Por recomendación de Arturo Toscanini, Rodziński fue contratado por la NBC para seleccionar los músicos para la nueva Orquesta de Sinfónica de la NBC. Entrena a la orquesta y dirige sus primeros conciertos en 1937, antes de la llegada de Toscanini.

### Nueva York y Chicago
Rodziński fue nombrado director musical de la Filarmónica de Nueva York en 1943. A pesar de que su estancia de cuatro años estuvo marcada por las luchas con Arthur Judson, el mánager de la orquesta, Rodziński consiguió altos niveles interpretativos. El crítico de música y compositor Virgil Thomson escribió sobre Rodziński en la Filarmónica: "ahora tenemos una orquesta que es una alegría oír...Y lo debemos todo a Artur Rodziński." Durante este periodo grabó extensamente para Columbia, actuó semanalmente en emisiones en vivo en CBS Radio y apareció en el largometraje Carnegie Hall.
Aun así, a pesar de la calidad del rendimiento de la orquesta, asuntos artísticos numerosos como la prerrogativa del director musical de rechazar músicos, seleccionar solistas y determinar el repertorio eran asuntos persistentes de contienda con la gerencia. No dispuesto al compromiso en estos asuntos, Rodziński dimitió en 1947. Su reputación como director era tan prominente en esa época que su dimisión fue el tema de portada de la revista Time en febrero de 1947.
La Orquesta Sinfónica del Chicago se había interesado por su colaboración y ahora decide inmediatamente aceptar su liderazgo, que empieza con la temporada 1947-1948. Aquí otra vez, su incapacidad para trabajar con la gerencia tuvo el resultado de su salida veloz, después de una única una temporada. De su estancia cabe destacar la interpretación de la ópera de Wagner, Tristan e Isolda con Kirsten Flagstad.

### Últimos años
Después de su salida de Chicago, su salud empezó a deteriorarse. Había poca actividad de grabación disponible para él en los EE. UU. y recaló en Europa una vez más. Aquí su estatus como músico importante fue reconocido y fue invitado a dirigir producciones significativas, como en 1953 el estreno de la ópera de Prokófiev Guerra y Paz en el Maggio Musicale en Florencia, así como trabajos de repertorio tradicional. Dirige en La Scala y también trabaja extensamente para la radio italiana, dirigiendo versiones bien recibidas de las óperas de Wagner, Tannhäuser y Tristan y de las de Músorgski, Borís Godunov y Jovánschina. Restableció su presencia discográfica a través de un contrato con Westminster Records, para quien graba extensamente con la Royal Philharmonic Orchestra de Londres, desde 1955. Sus registros finales fueron para EMI, en 1958.
Por este tiempo su estado de salud era frágil. Fue advertido por su doctor italiano que seguir dirigiendo pondría su vida en riesgo. Aun así,  regresa a Chicago en 1958 para dirigir el Tristan una vez más, esta vez con laÓpera Lírica de Chicago y la soprano Birgit Nilsson. Su regreso fue un triunfo, pero estas fueron sus últimas interpretaciones y muere poco después.

## Registros
Rodziński ha grabado para Columbia (con la Orquesta de Cleveland y la Filarmónica de Nueva York); RCA Victor (con la Sinfónica de Chicago); Westminster Records (Royal Philharmonic) y EMI.  Unos cuantos de sus registros finales fueron grabados en stereo y han quedado en circulación hasta ahora. Su grabación completa del ballet de Chaikovski El Cascanueces para Westminster se registró en stereo en 1956.Volvió a ser publicada en 2001 por Deutsche Grammophon en disco compacto.
Registros en vivo de algunas de sus emisiones con la Filarmónica de Nueva York y la Orquesta de la RAI-Radio Italiana también están disponibles en sellos independientes. Su concierto de la ópera de Strauss, Elektra con la soprano Rose Pauly y la Filarmónica de Nueva York ha sido restaurado y publicado en CD por la etiqueta Inmortal Performances en 2014.